# Монсон, Карлос
Карлос Роке Монсон (исп. Carlos Roque Monzón, 7 августа 1942 — 8 января 1995) — аргентинский профессиональный боксёр. Чемпион мира в среднем весе (WBC, 1970—1974, 1976—1977; WBA, 1970—1977), успешно защищал титул 14 раз.. Занимает 5 место по количеству побед в боях за титул объединённого чемпиона независимо от весовой категории. Считается одним из величайших аргентинских спортсменов. Вместе с Марвином Хаглером и Геннадием Головкиным является рекордсменом по продолжительности этапа карьеры в высшем эшелоне мирового рейтинга без поражений.

## Биография
Карлос Монсон родился в городе Сан-Хавьер, в провинции Санта-Фе , 7 августа 1942 года. Он был пятым ребёнком Амалии Ледесма и Роке Монсон. В 1950 году его семья, по причине бедности, решила переехать из родного города, эмигрировав в город Санта-Фе, поселились в густонаселенном районе Барранкитас. Монсон родился в скромной семье, и когда он учился в третьем классе начальной школы, он бросил учёбу, чтобы начать работать и помогать семье.
Он работал изо всех сил, в основном работал чистильщиком обуви на улицах, пользуясь проходимостью спортивных клубов «Колона» и «Юнион». В клубе «Union» обучали боксеров, именно там он заинтересовался этим видом спорта. Он мечтал стать богатым, и дать своей семье лучшую жизнь. Также уже занимаясь боксом, он подрабатывал продавцом газет, газированной воды и молочником.
Никогда не был в нокауте, три поражения по очкам получил в течение полутора лет на заре своей карьеры, за последующие 12 лет и 9 месяцев своей боксёрской карьеры не проиграл ни одного боя. Благодаря колоритной, экспрессивного типа личности, был знаменит не только своими победами на ринге, но и выходками за пределами ринга, вспышками немотивированной агрессии, яростными избиениями папарацци, а также своих подруг в припадке гнева. Одной из них он был ранен из пистолета в руку, пуля так и не была извлечена, что не помешало Монсону провести ещё восемь чемпионских боёв по защите принадлежащих ему титулов и победить во всех восьми (причём, в четырёх из них досрочно нокаутом).
Завершил профессиональную карьеру в 1977 году. В 1989 был осуждён за убийство собственной жены на 11 лет тюрьмы. В 1995 году погиб в автокатастрофе.